# Lady Chatterley (film)
Pour les articles homonymes, voir Lady Chatterley.
Pour plus de détails, voir Fiche technique et Distribution.
Lady Chatterley est un film franco-belge réalisé par Pascale Ferran, sorti en 2006.
Il s'agit d'une adaptation de la deuxième version du roman de D. H. Lawrence, Lady Chatterley et l'Homme des bois.
Le film a reçu le prix Louis-Delluc, le prix des auditeurs du Masque et la Plume sur France Inter puis, le 24 février 2007, cinq Césars, parmi lesquels celui de la meilleure adaptation, celui de la meilleure actrice pour Marina Hands, et celui du meilleur film 2006.

## Synopsis
Lors de la Première Guerre mondiale, Constance « Connie » est l'épouse de Sir Clifford Chatterley, propriétaire d'un grand domaine, d'un château et de mines de charbon. Connie s'ennuie profondément dans sa vie d'épouse sage et dévouée depuis que son mari est revenu du front paraplégique et impuissant. Les époux mènent une vie reculée, monotone, ont cependant des échanges courtois. Plus le temps passe et plus Connie semble s'éteindre dans une semi-réclusion.
Médicalement reconnue comme déprimée, avec l'appui de sa sœur Hilda, Connie cède sa place d'aidante auprès de son mari au profit d'une garde malade. Elle doit retrouver goût à la vie ; l'infirmière lui enjoint de sortir profiter du printemps naissant.
Au détour de promenades dans l'immense domaine, Constance tombe sous le charme de la cabane du garde-chasse de la propriété ; c'est là qu'elle se sent bien. Peu à peu, elle fait connaissance avec celui-ci, Parkin, un homme solitaire et bourru qui pourtant l'intrigue mais qui, au départ, n'apprécie guère cette intrusion sur son territoire.
Une relation, d'abord sexuelle, va se nouer petit à petit entre eux. Ils tombent éperdument amoureux et tandis que le corps de Connie se réveille, celui de Parkin revient à la vie.
C'est tout tranquillement que Constance annonce à son mari qu'il se pourrait qu'un jour elle ait un enfant. Il s'incline. Après un séjour sur la Riviera avec son père, sa sœur et un ami, Connie revient avec la certitude qu'un avenir existe pour Parkin, elle-même et l'enfant qu'elle attend.

« Vous m'aimerez ? Il faut que vous m'aimiez. »

— Cri du cœur de Connie à Parkin le garde-chasse.

## Fiche technique
Sauf indication contraire, les informations mentionnées dans cette section peuvent être confirmées par la base de données cinématographiques IMDb,  présente dans la section « Liens externes ».
- Titre original : Lady Chatterley
- Réalisation : Pascale Ferran
- Scénario : Roger Bohbot et Pascale Ferran, avec les dialogues de Pierre Trividic, d'après la 2e version du roman de D. H. Lawrence, Lady Chatterley et l'Homme des bois
- Musique : Béatrice Thiriet
- Décors : François-Renaud Labarthe
- Costumes : Marie-Claude Altot
- Photographie : Julien Hirsch
- Son : Jean-Jacques Ferran, Jean-Pierre Laforce, David Gillain
- Montage : Yann Dedet et Mathilde Muyard
- Production : Gilles Sandoz
  - Coproduction : Kristina Larsen
- Sociétés de production[4] :
  - France : Maïa Films, Arte France Cinéma, Titre et Structure Production, Les Films du Lendemain, avec le soutien de Cofinova 2, la région Limousin et la région PACA, en partenariat avec le CNC
  - Belgique : Saga Film
- Sociétés de distribution[5] : Ad Vitam Distribution (France), Imagine Film Distribution (Belgique), Agora Films (Suisse romande)
- Budget : 2,33 millions d’€[6]
- Pays de production :  Belgique,  France
- Langue originale : français
- Format[7] : couleur - 35 mm - 1,66:1 (VistaVision) - son Dolby Digital | DTS
- Genre : drame, romance et historique
- Durée : 168 minutes
- Dates de sortie[8] :
  - France : 1er novembre 2006
  - Suisse romande : 6 décembre 2006[9]
  - Belgique : 7 mars 2007[10]
  - Québec : 31 août 2007[11]
- Classification[12] :
  - France : tous publics[13]
  - Belgique : tous publics (Alle Leeftijden)[10]
  - Québec : 13 ans et plus (érotisme) (13+ / 13 years and over)[11]
  - Suisse romande : interdit aux moins de 14 ans[14]

## Distribution

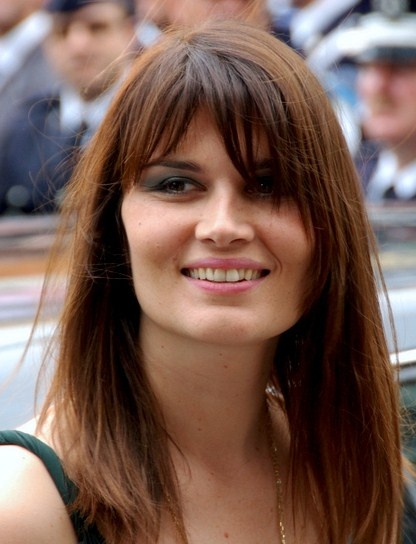
Marina Hands au festival de Cannes 2008.

- Marina Hands : Lady Constance « Connie » Chatterley
- Jean-Louis Coulloc'h : Parkin
- Hippolyte Girardot : Sir Clifford Chatterley
- Hélène Alexandridis : Madame Bolton
- Hélène Fillières : Hilda
- Bernard Verley : Sir Malcolm
- Sava Lolov : Tommy Dukes
- Jean-Baptiste Montagut : Harry Winterslow
- Fanny Deleuze : Tante Eva
- Michel Vincent : Marshall
- Colette Philippe : Madame Marshall
- Christelle Hes : Kate
- Jade Bouchard : La jeune bonne
- Joël Vandael : Field, le chauffeur
- Jacques de Bock : Le médecin
- Jean-Claude Leclère : Winter
- Ninon Brétécher : Emma Flint
- Léopold Canou : Bébé Flint
- Anne Benoît : La mercière
- Nathalie Eno : La cliente de la mercière
- William Atkinson : Un mineur
- Jean-Baptiste de Laubier : Duncan Forbes
- Jean-Michel Vovk : Albert Adam
- Marina-Aymée Philippe : Bertha Parkin

## Production

### Adaptation
D. H. Lawrence ayant eu l'habitude de réviser plusieurs versions de ses romans, ce n'est pas l'édition dénommée L'Amant de lady Chatterley que retint Pascale Ferran, mais la version titrée Lady Chatterley et l'Homme des bois.

### Tournage
Bien que l'action se situe en Grande-Bretagne, le tournage du film s'est déroulé dans la région française du Limousin, au château de Montméry à Ambazac (Haute-Vienne) et à Marcillac-la-Croisille (Corrèze),.

### Versions
Produit avec un petit budget, grâce au soutien d'Arte, le film a été réalisé en deux versions : une pour le cinéma, d'une durée de 2 h 48, et une pour la télévision, en deux épisodes de 1 h 44 et 1 h 37 respectivement, diffusés par Arte le 22 juin 2007.

## Accueil critique
Salué par la critique et notamment Le Monde et Les Inrockuptibles, le film a réalisé plus de 400 000 entrées en France.
La version en deux parties pour la télévision (Arte) bat les records d'audience de cette chaîne depuis sa création en 1991 : près de 2 millions de téléspectateurs en France, soit 15 % de part de marché cette soirée-là.

## Distinctions
Entre 2006 et 2008, Lady Chatterley a été sélectionné 28 fois dans diverses catégories et a remporté 11 récompenses,.

### Récompenses
- Prix Louis-Delluc 2006 : Prix Louis Delluc pour Pascale Ferran.
- César 2007 :
  - César du meilleur film pour Pascale Ferran,
  - César de la meilleure actrice pour Marina Hands,
  - César de la meilleure adaptation pour Pascale Ferran, Roger Bohbot et Pierre Trividic,
  - César de la meilleure photographie pour Julien Hirsch,
  - César des meilleurs costumes pour Marie-Claude Altot.
- Étoiles d'or du cinéma français 2007 : Étoile d’or du film français pour Pascale Ferran[21].
- Festival du film de Tribeca 2007 : Prix du Jury de la meilleure actrice pour Marina Hands.
- Festival international des programmes audiovisuels de Biarritz 2007 : Fipa d'or de la meilleure musique originale pour Béatrice Thiriet.
- Lumières de la presse étrangère 2007 :
  - Lumière de la meilleure mise en scène pour Pascale Ferran,
  - Lumière de la meilleure actrice pour Marina Hands.

### Nominations
- Cahiers du Cinéma 2006 : Meilleur film pour Pascale Ferran.
- César 2007 :
  - Meilleur réalisateur pour Pascale Ferran,
  - Meilleur espoir féminin pour Marina Hands,
  - Meilleurs décors pour François-Renaud Labarthe,
  - Meilleur son pour Jean-Jacques Ferran, Nicolas Moreau, Jean-Pierre Laforce.
- Étoiles d'or du cinéma français 2007[21] :
  - Meilleur réalisateur pour Pascale Ferran,
  - Meilleure révélation féminine pour Marina Hands,
  - Meilleur premier rôle féminin français pour Pascale Ferran.
- Festival du film de Tribeca 2007 : Meilleur film pour Pascale Ferran.
- Globes de cristal 2007 : Meilleure actrice pour Marina Hands.
- Lumières de la presse étrangère 2007[21] :
  - Meilleur film pour Pascale Ferran,
  - Révélation masculine de l'année pour Jean-Louis Coulloc'h.
- Prix Jacques-Prévert du scénario 2007[21] : Meilleure adaptation pour Pierre Trividic, Pascale Ferran et Roger Bohbot.
- Sondage de l'hebdomadaire The Village Voice 2007 : Meilleure actrice pour Marina Hands.
- Esprit du film indépendant 2008 : Meilleur film étranger pour Pascale Ferran.
- Société des critiques de cinéma internationale (International Cinephile Society Awards) 2008 : Meilleure actrice pour Marina Hands.

### Sélections
- Drôle d'endroit pour des rencontres 2007 : Reprises[21].

## Bibliograpie
- Marine Deregnoncourt. L’Amant de lady Chatterley : la représentation littéraire et filmique de l’érotisme féminin. Legs et Littérature, 2019, Poétique de la sexualité, 13, pp.209-220. ⟨halshs-02870046⟩
- Rémi Gonzalez, « Lady Chatterley – du roman au film : la reconquête du corps par le toucher », Entrelacs, 10 | 2013, mis en ligne le 12 septembre 2013. URL : http://journals.openedition.org/entrelacs/534 ; DOI : https://doi.org/10.4000/entrelacs.534
- Philippe Ragel. Lady Chatterley. L'harmonie du dos retrouvée. Benjamin Thomas. Tourner le dos, Presses Universitaires de Vincennes, 2013, Esthétiques hors cadre, 978-2-84292-360-0. ⟨hal-01168106⟩

## Radiographie
- Lady Chatterley de Pascale Ferran : Entretien avec Michel Ciment (2006 / France Culture).